# Neal Boenzi
Neal Boenzi (15. listopadu 1925 – 3. dubna 2023) byl americký fotožurnalista, který pracoval pro New York Times.

## Životopis
Boenzi se narodil v Jižním Brooklynu, New York City, New York, 15. listopadu 1925. Byl jedním z pěti dětí otce instalatéra a matky, kteří pomáhali svým dětem doma vyrábět kytice z umělých květin. Odešel z vysoké školy, aby mohl sloužit u námořní pěchoty Spojených států během druhé světové války. V roce 1946 se vrátil do Spojených států a brzy poté začal pracovat jako „kancelářský pracovník“ v New York Times. Během jednoho roku začal fotografovat pro Times a v roce 1955 byl povýšen na „fotografa v novinách“. V roce 1991 ukončil práci v Times, protože mu chtěli dát počítač. Měl dvě děti, dceru Jeanette narozenou v roce 1951 a syna Johna narozeného v roce 1954. Jeho syn, který je gay, se s ním odcizil od chvíle, kdy mu tento stav v roce 1975 sdělil.
Boenzi zemřel 3. dubna 2023 v pečovatelském zařízení ve čtvrti Newhall v Santa Claritě v Kalifornii ve věku 97 let.

## Uznání
Boenzi byl členem New York Press Photographers Association a umístil se na třetím místě v kategorii „nejlepších snímků“ jejich soutěže z roku 1973, která ocenila nejlepší newyorské fotografie roku 1972. Jeho fotografie newyorského smogu z roku 1966, pořízená směrem na jih od Empire State Building v listopadu 1966, byla použita pro přebal alba Vampire Weekend z roku 2013 Modern Vampires of the City. Nancy Lee, která sloužila jako redaktorka Boenziho v Timesech, ho v roce 2010 popsala jako „jednoho z nejlepších fotografů, kteří kdy prošli dveřmi The New York Times“. V roce 2013 byly některé z jeho fotografií vystaveny na výstavě „Vintage Boenzi“ v Jadite Galleries na Manhattanu. Článek v Juxtapoz z roku 2015 popsal Boenziho jako „vynalézavého, charismatického a empatického člověka ve fotografii“ a uvedl, že jeho „fotografie kdysi newyorského starosty Edwarda I. Kocha patří k nejlepším, které kdy byly pořízeny“. Koch sám měl jednu takovou fotografii, pořízenou v roce 1979, vystavenou ve své kanceláři. Fotografie byla zobrazena na titulní straně Times 13. června 1979. V roce 2010 Koch uvedl: „Fotografie mě těší, protože dělá následující: připomíná mi mé mládí; jsou na ní zajímavé světelné efekty, zachycuje náladu a prostředí malého města, zatímco byla pořízena v mezinárodním hlavním městě světa“.